# Angloesfera
El término angloesfera (también, mundo anglosajón,  mundo inglés,  países anglosajones o países ingleses) se refiere al conjunto de países de habla inglesa que mantienen estrechas relaciones culturales, sociales, políticas, diplomáticas y militares. Los cinco países centrales de la angloesfera son Australia, Canadá, Estados Unidos, Nueva Zelanda y Reino Unido. En inglés, el término Anglosphere se comprende bien para referirse a estas cinco naciones, excluyendo a Irlanda y a los países que conforman la Mancomunidad de Naciones. No se considera que la angloesfera englobe a todos los países donde el inglés es un idioma oficial, por lo que no es sinónimo de anglófono. 
Estas naciones están unidas por alianzas y acuerdos tales como Cinco Ojos, AUKUS, CANZUK, UKUSA y ANZUS. Colaboran en numerosas políticas tanto nacionales como internacionales, incluyendo temas como armamento nuclear, inmigración y política comercial. En conjunto, ejercen un poder significativo en asuntos internacionales, incluyendo el comercio y las finanzas globales, medios y cultura, política y gobierno a nivel internacional, actividad militar, investigación y desarrollo científico, y educación atrayendo a muchos estudiantes y académicos talentosos de países extranjeros. A pesar de representar apenas alrededor del 6% de la población mundial, los países de la angloesfera concentran más de cinco veces esa cantidad de la riqueza mundial (32%).
Los países se benefician del estatus del inglés como el principal idioma mundial. Ha llegado a ser la lengua de facto de la diplomacia, ciencia, investigación, tecnología, educación superior, comercio internacional, turismo, aviación, entretenimiento y del internet.
A lo largo de la historia, se ha demostrado la fuerza militar de la angloesfera, habiendo salido triunfante de la Primera Guerra Mundial, la Segunda Guerra Mundial, la Guerra Fría y la Guerra de Irak. En 2021 se retiró de manera sorpresiva de la Guerra en Afganistán.
Según el Informe del Índice de Desarrollo Humano (IDH) de 2023, basado en salud, educación e ingresos, los rankings mundiales son: Australia en el 5° lugar, Nueva Zelanda en el 13°, Canadá en el 15°, el Reino Unido en el 18° y Estados Unidos en el 21°.

## Descripción

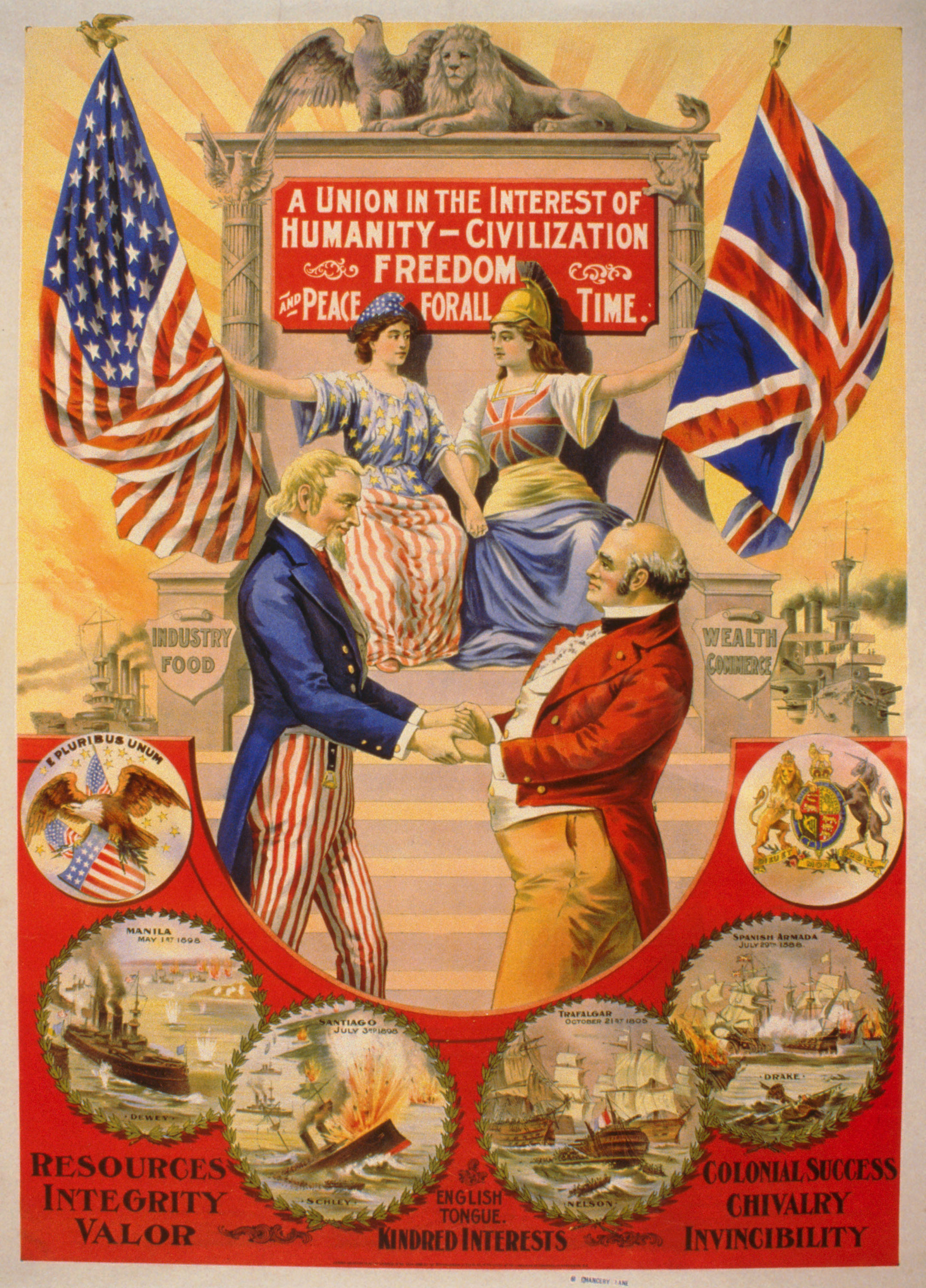
Cartel que muestra el acercamiento entre Estados Unidos y Reino Unido que en ese momento incluía colonias de Canadá, Australia y Nueva Zelanda (1898). Al fondo se lee "Una unión en interés de la humanidad, la civilización, la libertad, la paz, para todos los tiempos". En la parte inferior del cartel se leen las palabras "recursos, integridad, valor, lengua inglesa, intereses afines, éxito colonial, caballerosidad e invencibilidad".

Los países que componen la angloesfera ostentan el estatus de naciones desarrolladas y mantienen una profunda afinidad caracterizada por lazos culturales, diplomáticos y militares estrechamente entrelazados. Investigaciones de opinión pública han corroborado que los habitantes de estos cinco países anglosajones centrales constantemente sitúan a los respectivos miembros de la angloesfera como sus aliados más destacados a nivel mundial. Esta relación cordial se ha traducido en asociaciones bilaterales sólidas, ejemplificadas por la colaboración entre Australia y Nueva Zelanda, Canadá y los Estados Unidos, y los Estados Unidos y el Reino Unido, consideradas entre las alianzas más exitosas a nivel global. Además, han cultivado relaciones bilaterales significativas con naciones de la UE como Alemania, España, Francia, Grecia, Irlanda, Italia y Países Bajos, así como con Japón.
En términos de sistemas políticos, Australia, Canadá, Nueva Zelanda y el Reino Unido tienen al monarca de Inglaterra como jefe de Estado, forman parte de la Mancomunidad de Naciones y utilizan el sistema de gobierno parlamentario de Westminster. La mayoría de los países de la angloesfera tienen sistemas electorales de primer paso, aunque Australia y Nueva Zelanda han reformado sus sistemas y hay otros sistemas utilizados en algunas elecciones en el Reino Unido. Como consecuencia, tienen una política dominada por dos partidos principales.
Más allá del idioma, estas naciones tienen otras características comunes, la mayoría de las cuales provienen de su historia como antiguas colonias y bases del Imperio británico:
- La práctica de la economía de libre mercado, ya que estos países comparten el mismo modelo económico anglosajón[cita requerida], un modelo capitalista desarrollado en la década de 1970 por los pensamientos ideológicos de la Escuela de Chicago [cita requerida]y basado en el trabajo académico británico del siglo XVIII.[12]
- El sentido compartido de la globalización ha llevado a ciudades como Nueva York, Londres, Toronto, Los Ángeles, Sídney y Melbourne a tener impactos significativos en los mercados financieros y la economía global.
- Se adhieren al estado de derecho a través del derecho consuetudinario en lugar del derecho civil, y promueven la democracia con cámaras legislativas sobre otros sistemas políticos. La propiedad privada está protegida por la ley o la constitución.
- La religión más popular es el protestantismo seguido de cerca por el catolicismo.[13] Una gran parte de la población del mundo anglosajón es agnóstica.
- La angloesfera es multiétnica y multicultural en comparación con otros países occidentales de habla no inglesa, especialmente en sus ciudades más grandes.
- Con excepción de la frontera entre Estados Unidos y México, estas regiones se encuentran geográficamente aisladas del resto del mundo y han experimentado un nivel mínimo de destrucción militar. Ni Australia ni Nueva Zelanda han sido escenario de conflictos bélicos.
- Australia, Canadá, Estados Unidos y Nueva Zelanda albergan comunidades indígenas que fungieron como guardianes ancestrales de sus respectivas tierras antes de la llegada de la colonización británica. En los contextos de estos cuatro países, dichas comunidades atraviesan circunstancias socioeconómicas que exhiben indicadores inferiores en comparación con el conjunto de la población.

## Geografía
Véase también: Territorios de los Estados Unidos, Territorio británico de ultramar, Organización territorial de Australia y Reino de Nueva Zelanda

Territorios y aguas territoriales de Australia (amarillo), el Reino Unido (azul) y los Estados Unidos (verde), incluidas las respectivas reclamaciones antárticas de Australia y el Reino Unido.

La soberanía de los países de la angloesfera se extiende más allá de sus fronteras, ya que cada país, excepto Canadá, administra territorios de ultramar. Sus posiciones geográficas les ofrecen ventajas militares, beneficios comerciales e implicación política. Las tres potencias de la alianza de AUKUS (Australia, Reino Unido, Estados Unidos), están situadas geográficamente para proporcionar seguridad global.
Los Estados Unidos administran actualmente tres territorios en el Mar Caribe y once en el Océano Pacífico. El Reino Unido gobierna catorce territorios británicos de ultramar en el Océano Pacífico, el Océano Índico, el Océano Atlántico, el Mar Caribe y el Mar Mediterráneo  (Gibraltar y Akrotiri y Dekelia). Australia administra siete territorios externos en el Océano Pacífico, el Océano Índico y el Océano Austral. Nueva Zelanda administra cuatro territorios en el extranjero en el Océano Pacífico.
El Territorio Antártico Australiano reclama el 42% de la Antártida, el Territorio Antártico Británico reclama el 12% y la Dependencia Ross (Nueva Zelanda) reclama el 3%, lo que suma el 57% de la tierra de la Antártida.